# Elysium (albedo)
Elysium és una característica d'albedo a la superfície de Mart, localitzada amb el sistema de coordenades planetocèntriques a 24.74 ° latitud N i 150 ° longitud E. El nom va ser aprovat per la UAI l'any 1958 i fa referència als Camps Elisis, a la mitologia grega i romana, el lloc de l'inframón on els herois i la gent virtuosa gaudeixen el descans.